# Nino Borsari
Nino Borsari (14 de diciembre de 1911-31 de marzo de 1996) fue un deportista italiano que compitió en ciclismo en la modalidad de pista. Participó en los Juegos Olímpicos de Los Ángeles 1932, obteniendo una medalla de oro en la prueba de persecución por equipos.

## Medallero internacional
| Juegos Olímpicos | Juegos Olímpicos             | Juegos Olímpicos | Juegos Olímpicos        |
| Año              | Lugar                        | Medalla          | Competición             |
| ---------------- | ---------------------------- | ---------------- | ----------------------- |
| 1932             | Los Ángeles (Estados Unidos) | Medalla de oro   | Persecución por equipos |